# Interkontinentální pohár 2004
Čtyřicátý třetí ročník Interkontinentálního poháru byl odehrán 12. prosince 2004 na Nissan Stadium v Jokohamě. Ve vzájemném zápase se střetli vítěz Ligy mistrů UEFA v ročníku 2003/04 – FC Porto a vítěz Poháru osvoboditelů v ročníku 2004 – Once Caldas. Jednalo se o poslední ročník této soutěže. Od následujícího ročníku byla nahrazena Mistrovstvím světa ve fotbale klubů. 

## Zápas
| 12. prosince 2004 19.10 JST (UTC +9) (11.10 SEČ) |                   |             |                                                                   |
| FC Porto                                         | 0 : 0 (po prodl.) | Once Caldas | Nissan Stadium, Jokohama diváci: 45.748 rozhodčí: Jorge Larrionda |
|                                                  | Report            |             | Nissan Stadium, Jokohama diváci: 45.748 rozhodčí: Jorge Larrionda |

|                                                                                   |       | Penaltový rozstřel                                                    |  |
| Diego Carlos Alberto Quaresma Maniche McCarthy Costinha J. Costa R. Costa Emanuel | 8 : 7 | Vanegas Alcázar Viáfara De Nigris Fabbro Velásquez Díaz Cataño García |  |

| FC Porto | Once Caldas |

| Muž zápasu: Maniche (FC Porto) |

## Vítěz
| Interkontinentální pohár 2004 FC Porto (2. vítězství) Soupiska: Vítor Baía - Giourkas Seitaridis, Jorge Costa, Pedro Emanuel, Ricardo Costa - Costinha, Diego Ribas da Cunha, Derlei, Maniche - Benni McCarthy, Luís Fabiano Náhradníci: Nuno, Pepe, José Bosingwa, Carlos Alberto, Ricardo Quaresma, César Peixoto, Hélder Postiga Trenér: Víctor Fernández |